# Backspace
Backspace – klawisz na klawiaturze, który w maszynach do pisania przesuwał kartkę jedną pozycję wstecz. W klawiaturze komputerowej klawisz ← Backspace usuwa znak stojący przed kursorem tekstowym i przesuwa ten kursor o jedną pozycję do tyłu.

Położenie klawisza na klawiaturze

W maszynach do pisania maszynistka mogła wpisać na przykład małą literę „a” z akcentem (á) poprzez wpisanie „a”, wciśnięcie ← Backspace i wciśnięcie klawisza z akcentem. 
Wciśnięcie klawisza ← Backspace na klawiaturze komputera wygeneruje kod ASCII 08, BS lub Backspace, które usuną poprzedni znak. Kod ten można uzyskać także poprzez wciśnięcie kombinacji Ctrl+H. Niektóre terminale komputerowe nieposiadające funkcji usuwania poprzedniego znaku i cofania kursora tekstowego po wciśnięciu ← Backspace wyświetlą symbol ^H. Ta sekwencja jest też często używana przez bardziej zaawansowanych użytkowników komputera do humorystycznego podkreślenia – usunięcie popełnianej gafy.
Przykład: My slave-dri^H^H^H^H^H^H^H^H^Hboss decided to stall the project.
Bardziej zwięzłym sposobem kasowania większej ilości tekstu jest ^W, które usuwa całe poprzednie słowo. Jedno ^W może zastąpić cały ciąg ^H. Aby usunąć jeszcze większą liczbę tekstu, można użyć ^U, który usunie całą linię.
Klawisz ← Backspace wyraźnie różni się w działaniu od klawisza Delete, który usuwa znaki znajdujące się za kursorem tekstowym, a nie przed, tak jak ← Backspace. Kolejną różnicą jest także to, że klawiszem Delete można usuwać inne obiekty (na przykład zdjęcie osadzone w dokumencie lub plik w menedżerze plików), a ← Backspace nie posiada tej funkcji.
W przeglądarkach internetowych klawisz ten cofa do poprzednio oglądanej strony.